# Wilson River (Cooper Creek)
Der Wilson River ist ein Fluss im Südwesten des australischen Bundesstaates Queensland.

## Geographie

### Flusslauf
Der Fluss entspringt im Nordteil der Grey Range, nordöstlich der Siedlung Tobermory, und fließt zunächst in nordwestlicher Richtung bis südlich der Siedlung Mount Margaret. Dort wendet er seinen Lauf nach Südwesten bis zur Stadt Noccundra Westlich der Stadt versickert der Fluss. Viele Kilometer weiter westlich tritt er erneut am Oonagie Sandhill zu Tage und setzt seinen Lauf für weitere 27 Kilometer nach Südwesten fort, wo er östlich von Nappa Merie in den Cooper Creek mündet.

### Nebenflüsse mit Mündungshöhen
Nebenflüsse des Wilson River sind:
- Five Mile Creek – 188 m
- Toobunyah Creek – 153 m
- Mugginanullah Creek – 135 m
- Ginniapapa Creek – 132 m
- Nundramundoo Creek – 125 m
- Gi Gi Creek – 124 m
- Lignum Branch – 100 m
- Tirtywinna Creek – 99 m
- Dilkera Creek – 97 m
- Tookabarnoo Creek – 66 m
- Nockanoora Creek – 63 m

### Durchflossene Seen
Folgende Seen werden durchflossen:
- Yarragaminda Waterhole – 155 m
- Borarie Waterhole – 151 m
- Delga Waterhole – 132 m
- Dundoo Waterhole – 126 m
- Ullangilla Waterhole – 125 m
- MurchelaWaterhole – 125 m
- Little Murchela Waterhole – 124 m
- Unbaro Waterhole – 123 m
- Deer Waterhole – 122 m
- Conbar Waterhole – 117 m
- Patchina Waterhole – 110 m
- Pitcherie Waterhole – 103 m
- MutheroWaterhole – 100 m
- Nockatunga Waterhole – 100 m
- Thungo Waterhole – 96 m
- Memi Waterhole – 87 m
- Nockanoora Waterhole – 65 m